# دهونی، گاون
دهونی (به انگلیسی: Dhunni) یک روستا در پاکستان است که در ناحیه گجرات واقع شده‌است.